# João Mellão Neto
João Mellão Neto GOMM (São Paulo, 6 de novembro de 1955 — São Paulo, 23 de abril de 2020) foi um empresário, jornalista e político brasileiro.

## Biografia
Filho de João Avelino Pinho Melão e de Katucha Maria Andrade, nasceu em uma tradicional família do interior paulista. Escreveu por muitos anos uma coluna quinzenal no jornal O Estado de S. Paulo, veiculada às sextas-feiras.
Publicou  livros como: Nu Com a Mão no Bolso e Loreley e a Condição Humana.
Em 1990, foi eleito deputado federal pelo mesmo PL e dois anos depois é nomeado ministro do Trabalho e da Administração pelo então presidente Fernando Collor de Mello, numa época que já compreendia o início do processo de impeachment do mesmo. No cargo, dá início ao programa de capacitação e reformulação dos quadros do funcionalismo público federal. Em julho de 1992, como ministro do Trabalho, Mellão Neto foi admitido pelo presidente Fernando Collor à Ordem do Mérito Militar no grau de Grande-Oficial especial.
Morreu em 23 de abril de 2020, em São Paulo, aos 64 anos, de enfarte agudo do miocárdio.